# رومن رامبیر
رومن رامبیر (انگلیسی: Romain Rambier؛ زادهٔ ۲۹ اوت ۱۹۸۱) بازیکن فوتبال اهل فرانسه است.
از باشگاه‌هایی که در آن بازی کرده‌است می‌توان به باشگاه فوتبال کن و باشگاه ورزشی مون‌پلیه اشاره کرد.